# Маракана жовтошиїй
Маракана жовтошиїй (Primolius auricollis) — вид папугоподібних птахів родини папугових (Psittacidae). Поширений в Південній Америці.

## Поширення
Ареал виду розділений на дві частини. Основна популяція проживає в бразильському регіоні Пантанал (південно-західна частина штату Мату-Гросу, захід Мату-Гросу-ду-Сул і південь Рондонії), північній частині Аргентини (схід провінції Жужуй і північна Сальта), північному краю Парагваю (Альто-Парагвай і Консепсьйон), північна і східна частини Болівії. Друга роз'єднана популяція живе в Бразилії, на північно-східному краю Мату-Гросу, південно-східній частині штату Пара та західному Токантінсі. Мешкає у відкритих лісах, лісистих місцевостях, саванах і луках з розкиданими деревами. Зустрічається в основному на рівнинах, але в деяких місцях досягає висоти 1700 метрів над рівнем моря.

## Опис
Птах завдовжки близько 38 см, з яких приблизно половина припадає на пір'я хвоста. Він має зелене оперення з характерним жовтим коміром на задній частині шиї. Цей комір розвивається з віком, а у дорослих особин має яскравіші кольори. Лоб і тім'я коричнево-чорні. Первинні криючі крил сині. Хвіст червоний біля основи, зелений в центрі і синій на кінці. Нижня сторона хвоста і махові пір'я зеленувато-жовті. Ніжки світло-рожеві, а райдужка змінюється від червонуватого до світло-жовтого. На обличчі велика біла безволоса ділянка; дзьоб, дуже масивний, чорний, але часто має світло-сірий кінчик.

## Спосіб життя
Зазвичай трапляється парами або, поза сезоном розмноження, невеликими зграями. Харчується плодами, квітковими бруньками та насінням. Гніздиться в дуплах дерев. У кладці два-три яйця. Самиця виношує їх приблизно 26 днів, а молодняк залишає гніздо приблизно через 70 днів після вилуплення.